# Aix-la-Fayette
Aix-la-Fayette là một xã thuộc tỉnh Puy-de-Dôme trong vùng Auvergne-Rhône-Alpes miền trung nước Pháp. Xã này nằm ở khu vực có độ cao từ 842-1109 mét trên mực nước biển. Diện tích là 13 km2.